# تينسكيوس
تينسكيوس (بالفرنسية: Tincques)‏ هي بلدية تقع في إقليم باد كاليه من منطقة نور با دو كاليه في شمال فرنسا. تبلغ مساحة هذه المدينة 10.68 (كم²)، وترتفع عن سطح البحر 117 م، يبلغ عدد سكانها 1061 نسمة حسب إحصاء المعهد الوطني للإحصاء والدراسات الاقتصادية سنة 2009 م. وترأس Gilbert Dartois البلدية خلال فترة (2008-2014).